# Adolf Rudnicki
Adolf Rudnicki (Varsavia, 19 febbraio 1912 – Varsavia, 14 novembre 1990) è stato uno scrittore polacco.
Le raccolte di racconti che ha pubblicato dopo la guerra (Shakespeare, 1948, La fuga da Jasnaja Poljana, 1949, Mare vivo e morto, 1953-1955, La mucca, 1960) trattano dell'occupazione nazista e della tragedia del popolo ebreo.
In seguito si è interessato dei problemi della società contemporanea, come ad esempio sui rapporti tra scrittore e società e sul destino del popolo ebraico in Polonia. 
Con Polvere d'amore, 1964, e  Foto di gruppo, 1967, ha dimostrato di essere anche un acuto e penetrante saggista

## Opere
- I topi (1932)
- I soldati (1933)
- Non amata (1937)
- Shakespeare (1948)
- La fuga da Jasnaja Poljana (1949)
- Mare vivo e mare morto (1953-1955)
- La mucca (1960)
- Il mercante di Lódz (1963)
- Una foto di gruppo (1967)
- La notte sarà fresca e il cielo purpureo (1977)
- Cent'anni fa moriva Dostoevskij (1984)
- Sempre in scena (1987)